# Gangadevi

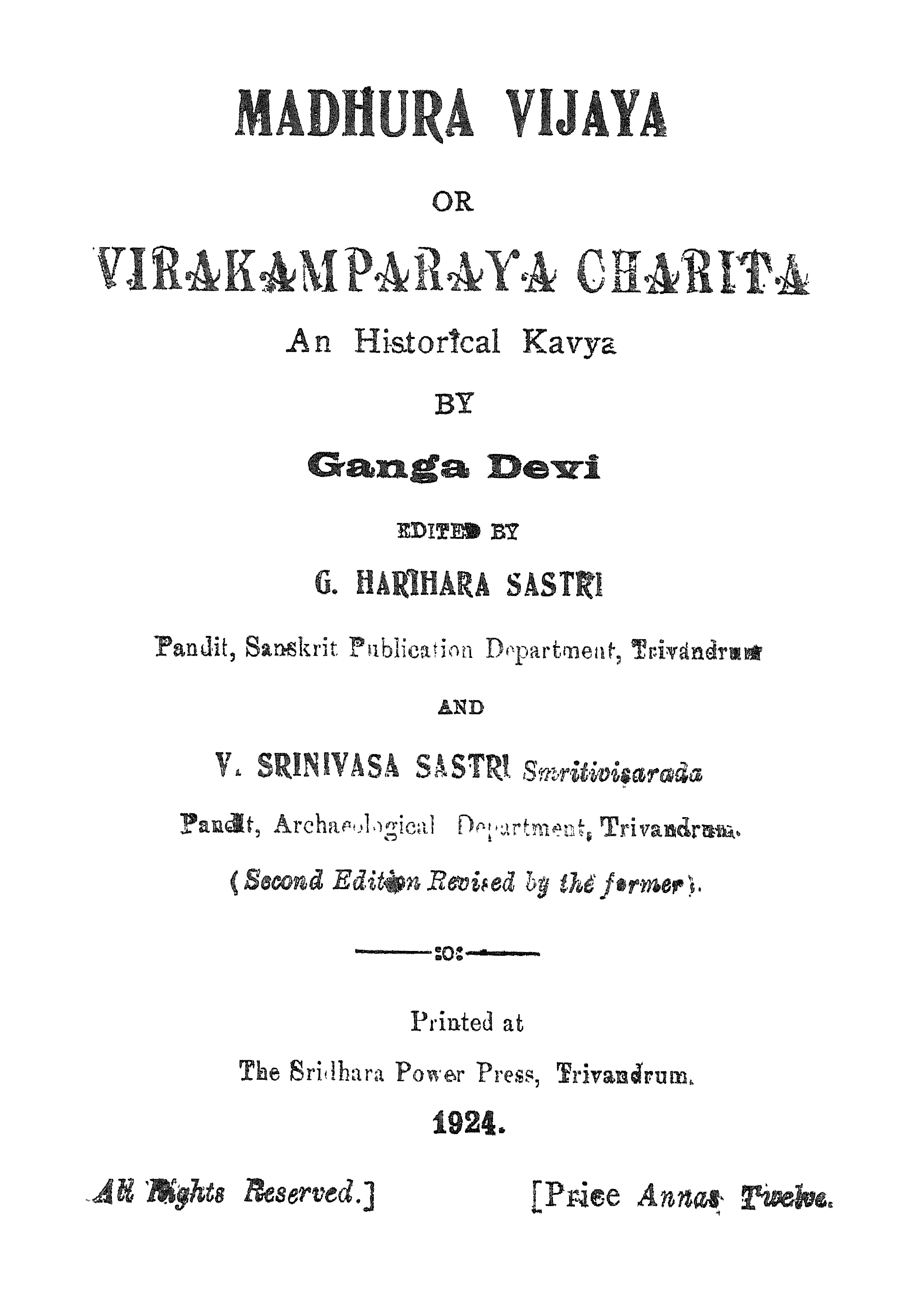
Madura Vijayam,1924

Gangadevi o Gangambika fue una princesa india y poetisa en sánscrito del siglo XIV del Imperio Vijayanagar. 
Estaba casada con el hijo del rey vijayanagara Bukka I Kumara Kampana, y se la recuerda por escribir la crónica de su victoria sobre los musulmanes en Madurai
(Madura Vijayam). El título del poema en nueve capítulos era Madhura Vijayam, también conocido como Veerakamparaya Charitram.